# Tillandsia ortgiesiana
Espèce
Classification phylogénétique
Statut de conservation UICN

 VU D2 : Vulnérable
Tillandsia ortgiesiana E.Morren ex Mez est une plante de la famille des Bromeliaceae.
L'épithète ortgiesiana est une dédicace au botaniste K.E. Ortgies.

## Protologue et Type nomenclatural
Tillandsia ortgiesiana E.Morren ex Mez in C.DC., Monogr. Phan. 9: 678, n° 18 (1896)
Diagnose originale :
« foliis dense fasciculatis, crasse subulatis, perdense albido-lepidotis; inflorescentia digitatim e spicis 2-3 dense flabellatis, utraque facie convexiusculis composita folia paullo superante ; bracteolis florigeris dense imbricatis, rigidis, dorso superioribus saltem glabris laevissimis, apice acutiusculis, sepala exacte aequantibus; floribus erectis ; sepalis antico libero posticis ultra medium connatis, acutis ; petalis tubulose erectis quam stamina praeclare brevioribus ; stylo perlongo. »
Type : leg. Roezl. ; « Mexico, loco ignoto » ; Herb. Leod.

## Synonymie
(aucune)

## Écologie et habitat
- Biotype : plante herbacée en rosette acaule monocarpique vivace par ses rejets latéraux ; épiphyte[1], saxicole[2].
- Habitat : ?
- Altitude : basse altitude[2].

## Distribution
- Amérique centrale :
  -  Mexique[1],[2]

## Comportement en culture
Tillandsia ortgiesiana est de culture aisée.